# 馬奈木敬信
馬奈木 敬信（まなき たかのぶ、1894年（明治27年）8月19日 - 1979年（昭和54年）11月4日）は、日本の陸軍軍人。最終階級は陸軍中将。

## 経歴
福岡県出身。農業・馬奈木夘一郎の六男として生れる。中学修猷館、熊本陸軍地方幼年学校、中央幼年学校を経て、1916年（大正5年）5月、陸軍士官学校（28期）を卒業。同年12月、歩兵少尉に任官し歩兵第13連隊付となる。独立守備第6大隊付などを経て、1924年（大正13年）11月、陸軍大学校（36期）を卒業した。
1925年（大正14年）12月、参謀本部付勤務となり、参謀本部員（ドイツ班）、ドイツ大使館付武官補佐官、参謀本部付を経て、1931年（昭和6年）8月、歩兵少佐に昇進し参謀本部員に就任。この時期、国家革新論を支持し、十月事件にも参画している。1932年（昭和7年）8月、歩兵第50連隊大隊長に発令され、陸大教官を経て、1935年（昭和10年）8月、歩兵中佐に進級し参謀本部員に着任。南方出張、参謀本部付、ベルリン駐在（諜報）を歴任し、1938年（昭和13年）7月、歩兵大佐に昇進した。ドイツとの関係が深く、参謀本部時代には駐日ドイツ大使館に連絡のため足繁く通い、ドイツ大使ヘルベルト・フォン・ディルクセン、駐在武官オイゲン・オットと親交を結ぶ間柄であった。一方、馬奈木は山県有光、西郷従吾、武藤章とともに、リヒャルト・ゾルゲから「陸軍省の情報源」として手記で名前を挙げられている。
1936年（昭和11年）の二・二六事件の際には戒厳司令部発足に伴い戒厳参謀に任命されている（下記参照）。事件後は磯部浅一による獄中告発書や匂坂春平が残した裁判資料に名前が載るなど、事件関係者から注目された。
1939年（昭和14年）3月、オランダ公使館付武官となり、1940年（昭和15年）3月、歩兵第79連隊長に着任し日中戦争に出征。以後、北支那方面軍司令部付、陸軍省軍務局付（タイ・仏印国境画定委員）を歴任し、1941年（昭和16年）10月、陸軍少将に進級。翌月、第25軍参謀副長兼軍政部長に就任し太平洋戦争を迎えた。
マレー作戦、シンガポールの戦いに参加。1942年（昭和17年）4月、ボルネオ守備軍参謀長となり、1944年（昭和19年）9月、同軍が第37軍と改称後も引き続き参謀長を務める。1945年（昭和20年）3月、陸軍中将に進み第2師団長に親補され、サイゴンに司令部を置き仏印の守備を担当し終戦を迎えた。1948年（昭和23年）1月31日、公職追放仮指定を受けた。1950年（昭和25年）6月に復員。
戦後は日本金鵄連合会会長、参謀長を務めたボルネオ守備軍の独立歩兵第367大隊戦友会「ボルネオ会」会長を務めた。
1979年、肺ガンにより85年の生涯を閉じた。

### 二・二六事件
1978年、NHKで発見された二・二六事件当時の電話の傍受録音盤の中から、当時のドイツ大使館大使執務室から何者かが周囲の反乱軍の動向を報告した通話が発見された。当時の大使館員ヴィルヘルム・ハース（後駐日大使）へのインタビュー、ディルクゼン大使が事件直後に本国へ送った報告書から馬奈木の存在が浮かび上がり、取材が行われた。その際馬奈木は、この通話は自分ではないがドイツ班の将校の誰かではないか、と述べた。さらに、1935年（昭和10年）10月頃から陸軍内部で日独防共協定の秘密交渉をしていたことや、二・二六事件当時（2月28日）に連絡係としてドイツ大使館に出入りして事件の詳細をディルクゼン大使らに説明したこと、事件前から館内にリヒャルト・ゾルゲがいて自分とオットとの会話を聞いていたことを証言している。このインタビューは、翌1979年2月26日にNHK特集「交信ヲ傍受セヨ―二・二六事件秘録」で放送された。馬奈木は同年末に他界している。
ただし、ディルクゼン大使の報告書によれば、馬奈木らが帰った後に憲兵が3人ほど来たとあり、上記の通話は彼らによるのではないか、と中田整一は推測している。